# کامران و هومن
کامران و هومن، خوانندگان دونوازی برادر و بنیان‌گذاران گروه کامران و هومن هستند که در سال ۲۰۰۵ (۱۳۸۴) اولین آلبوم مستقل خود را با نام بیست عرضه کردند.

## کامران
کامران جعفری، متولد ۴ آذر ۱۳۵۷، برادر بزرگ‌ترِ هومن و فرزند بزرگ‌تر خانوادهٔ جعفری، در محلهٔ کوی گیشا در تهران متولد شد و در حال حاضر در شهر لس آنجلس در ایالات متحده آمریکا زندگی می‌کند.
او از همان دوران نوجوانی علاقهٔ زیادی به موسیقی و خوانندگی داشت، ولی به‌خواستِ پدر و مادرش اول تحصیلاتش را ادامه داد. کامران درسش را در کالج دو سال در رشتهٔ تکنیسین خلبانی ادامه داد. بعد از اتمام تحصیلات، با رامین زمانی آشنا شد. به دنبال این آشنایی، رامین زمانی بود که گروه پرواز را در سال ۱۳۷۵ به‌همراه کامران، هومن، فریدون آسرایی و هنگامه تشکیل داد.
پس از مدتی، «گروه پرواز» منحل شد و هر چهار عضو گروه به‌صورت مستقل به فعالیت‌های خود مشغول شدند. بعد از جدایی از گروه پرواز، کامران با شهبال شب‌پره آشنا شد. شهبال شب‌پره وقتی متوجه علاقه و استعداد او شد، علاقه‌مند شد تا او را به عضویت گروه خودش درآورد. کامران، هومن را به شهبال معرفی کرد. شهبال بعد از سنجیدن هومن، با عضویت او در گروه بلک کتس موافقت کرد و هر دو با هم به عضویت بلک کتس درآمدند.

## هومن
هومن جعفری، برادر کوچک‌ترِ کامران، در ۲ آذر سال ۱۳۵۹ در گیشا متولد شد و در حال حاضر در شهر لس آنجلس در ایالات متحده آمریکا زندگی می‌کند.
در دوران تحصیلش در دبیرستان و دانشگاه، به‌دلیل علاقهٔ زیادی که به موسیقی داشت، در بیشتر برنامه‌های موزیکال شرکت می‌کرد و به زبان‌های فرانسوی و انگلیسی آهنگ می‌خواند و روزبه‌روز اشتیاق و علاقه‌اش به موسیقی بیشتر و بیشتر می‌شد. به‌دنبال آشنایی با شهبال شب‌پره و معرفی او توسط برادرش (کامران)، به عضویت گروه بلک کتس درآمد. قبل از عضویت، به‌عنوان مدل از سوی چند شرکت انتخاب شد.

## فعالیت‌ها در بلک کتس
از سال ۱۹۹۹، کامران و هومن به‌طور رسمی از اعضای بلک کتس محسوب شدند و از همان زمان فعالیت‌های خود را شروع کردند. آلبوم سیندرلا، به‌عنوان اولین آلبوم آنها، با استقبال خوبی از طرف نسل جوان ایرانی مواجه شد. بعد از آلبوم سیندرلا، آلبوم پاپ فادر در سال ۲۰۰۳ به بازار عرضه شد. در این زمان، کامران و هومن به‌عنوان دو جوان موفق و بااستعداد که آیندهٔ خوبی در انتظارشان بود، در بین مردم فارسی‌زبان شناخته شدند و مورد توجه عموم قرار گرفتند. بعد از مدتی، آن‌ها تصمیم گرفتند که به‌صورت مستقل روی ایده‌ها و موسیقی‌شان؛ که متفاوت با بلک کتس بود، کار کنند و به این ترتیب از گروه بلک کتس جدا شدند.

### جدایی از بلک کتس
بعد از جدایی از گروه بلک کتس، کامران و هومن به‌طور رسمی فعالیت خود را شروع کردند. کامران، در مصاحبه با شبکهٔ تلویزیونی تپش، علت اصلی جدایی او و برادرش از گروه بلک کتس را اختلاف سلیقه دانست. رامین زمانی و سعید سیام از همان ابتدا آن‌ها را حمایت کردند، و به‌واسطهٔ رامین زمانی بود که کامران و هومن با مریم حیدرزاده، شاعر و ترانه‌سرای ترانه‌های دو آلبوم اولِ این گروه آشنا شدند.

## آلبوم‌ها

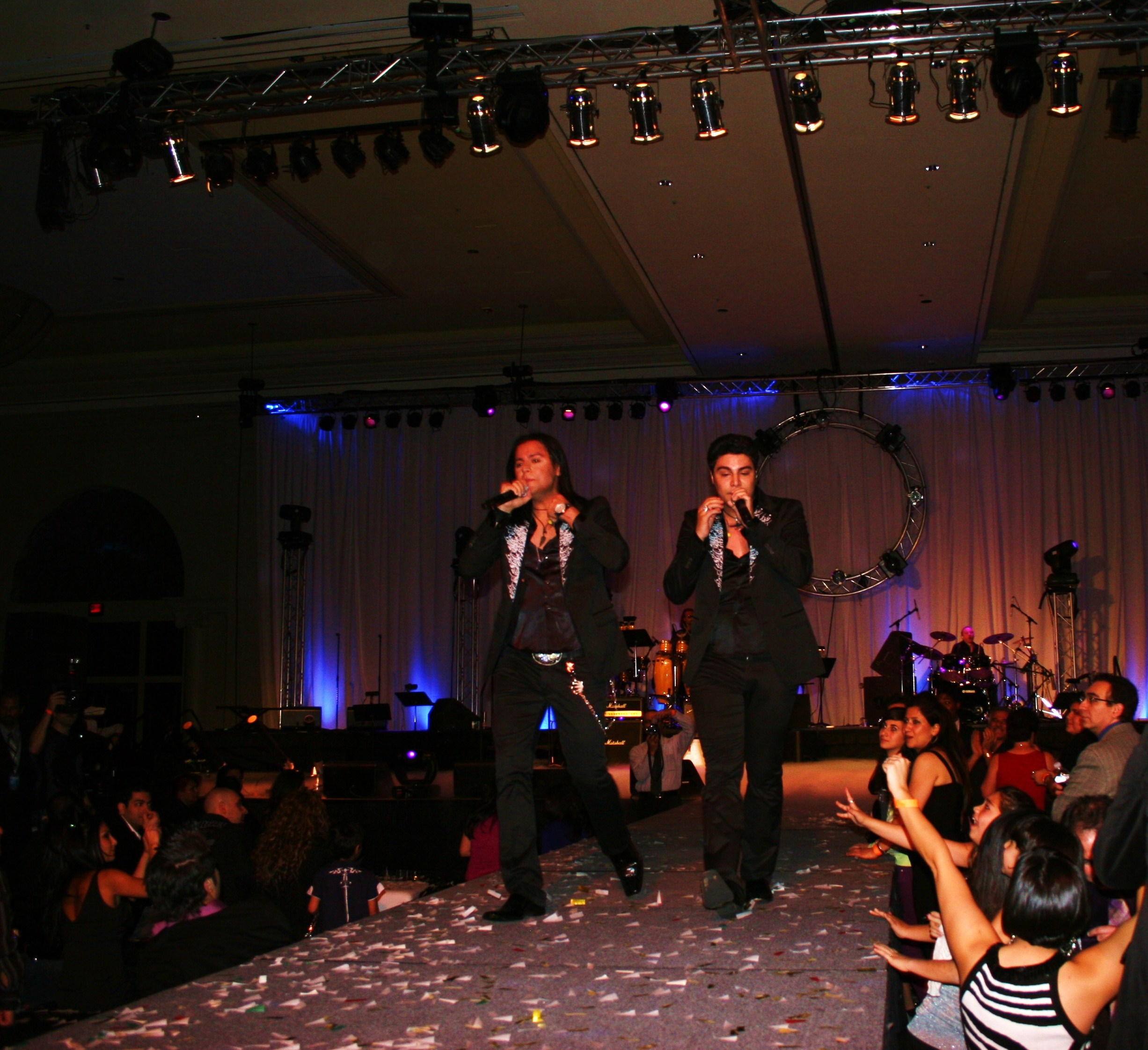
کامران و هومن در کنسرتی در شهر لاس وگاس

### به‌همراه گروه بلک کتس
- سیندرلا (۱۳۷۸)
- پاپ فادر (۱۳۸۲)

### پس از جدا شدن از گروه بلک کتس
- بیست (۱۳۸۴)

اولین آلبوم کامران و هومن با نام بیست در ۱۷ ژوئن سال ۲۰۰۵ میلادی (۲۷ خرداد ۱۳۸۴) عرضه شد. مدتی بعد از پخش این آلبوم، تور کنسرت‌های کامران و هومن در اقصی نقاط جهان آغاز شد.
- رمیکس (۱۳۸۶)

پس از پایان کنسرت‌ها، کامران و هومن آلبومی به نام ریمیکس را توسط شرکت آونگ منتشر کردند. این آلبوم شامل ریمیکس ۵ آهنگ از آلبوم «بیست» و ۲ آهنگ جدید به نام‌های «دوسِت دارم خیلی زیاد» و «خیلی ممنون» بود. این آلبوم نیز در سال ۲۰۰۷ به عرضهٔ نهایی خود رسید.
- یادگاری (۱۳۸۸) (به همراه ابی)

در سال ۲۰۰۹ با ابی در آلبوم یادگاری همکاری کردند که حاصل آن دو آهنگ: «مگه فرشته هم بَده» و بازخوانی «کلبه» در آلبوم یادگاری بود.
- شناسنامه (۱۳۹۰)

پس از گذشت حدود دو سال از آلبوم قبلی، آلبومی با نام شناسنامه از کامران و هومن توسط شرکت آونگ منتشر شد. آهنگ‌های «مثل خودت» و «من اگه نباشم» از این آلبوم بصورت تک‌آهنگ و نماهنگ منتشر شده بودند.

## تک‌آهنگ‌ها
| نام ترانه               | ترانه‌سرا                        | آهنگساز                                 | تنظیم                     |
| ----------------------- | ------------------------------- | --------------------------------------- | ------------------------- |
| از تو انتظار نداشتم     | مریم حیدرزاده                   | کامران و هومن و عارف شکوری              | عارف شکوری                |
| دارم دیوونه می‌شم        | مریم حیدرزاده                   | کامران و هومن و عارف شکوری              | عارف شکوری                |
| برگرد                   | مریم حیدرزاده                   | کامران و هومن و عارف شکوری              | عارف شکوری                |
| خود همونی که می‌خوامی    | روزبه بمانی                     | عارف شکوری و کامران و هومن              | عارف شکوری                |
| عشق چیز عجیبیه جداً      | روزبه بمانی                     | عارف شکوری و کامران و هومن              | عارف شکوری                |
| منطق ندارم              | روزبه بمانی                     | کامران و هومن و عارف شکوری              | عارف شکوری و پوریا نیاکان |
| وقت عشق و حاله          | روزبه بمانی                     | کامران و هومن و عارف شکوری              | عارف شکوری                |
| می‌خوامت                 | نوید غیاثی                      | کامران و هومن و عارف شکوری              | عارف شکوری                |
| این منم که می‌شکنم       | روزبه بمانی                     | کامران و هومن و عارف شکوری              | عارف شکوری و پوریا نیاکان |
| دیوونتم                 | فاطمه پیرمرادیان                | حسین تیموری، کامران و هومن و عارف شکوری | عارف شکوری                |
| بغلم کن عشقم            | روزبه بمانی                     | کامران و هومن و عارف شکوری              | عارف شکوری                |
| می‌میرم برات             | می‌میرم برات                     | کامران و هومن و عارف شکوری              | عارف شکوری                |
| با تو مستم              | با تو مستم                      | کامران و هومن و عارف شکوری              | عارف شکوری                |
| بسو (با حضور فرانکی جی) | کامران و هومن و فرانکی جی و Rey | کامران و هومن و عارف شکوری              | O.I.AM                    |

## جوایز
- کامران و هومن در تابستان ۲۰۱۵ جایزهٔ «بهترین خواننده‌های دو نفرهٔ بین‌المللی» را در Big Apple Music Awards گرفتند.
- کامران و هومن همچنین در پاییز ۲۰۱۷ جایزهٔ «بهترین اجرای دو نفرهٔ بین‌المللی» را در Big Apple Music Awards از آن خود کردند.